# Ricardo Santos
Ricardo Alex Costa Santos (ur. 6 stycznia 1975 w Salvadorze) – brazylijski siatkarz plażowy. Trzykrotny medalista olimpijski.
W parze z Emanuelem zdobył dwa medale olimpijskie. W 2004 r. w Atenach zostali złotymi medalistami, a w 2008 r. w Pekinie brązowymi. Jest również wicemistrzem olimpijskim z Sydney, gdzie w 2000 r. występował razem z Zé Marco de Melo.
Zdobył także złoty medal igrzysk panamerykańskich w Rio de Janeiro.
Obecnie występuje w parze z Andre Loyola Stein.

## Sukcesy
- Mistrzostwa Świata:
  -  2003
  -  2001, 2011, 2013